# Muszeknisz
Muszeknisz (akad. Mušekniš, tłum. „Ten, który czyni uległym”) – wysoki dostojnik, gubernator prowincji Habruri za rządów asyryjskiego króla Szamszi-Adada V (823-811 p.n.e.); z asyryjskich list i kronik eponimów wiadomo, iż w 813 r. p.n.e. sprawował on również urząd limmu (eponima).